# Єлендол (Шкоцян)
Єлендол (словен. Jelendol) — поселення в общині Шкоцян, регіон Південно-Східна Словенія, Словенія.